# Grote Geule

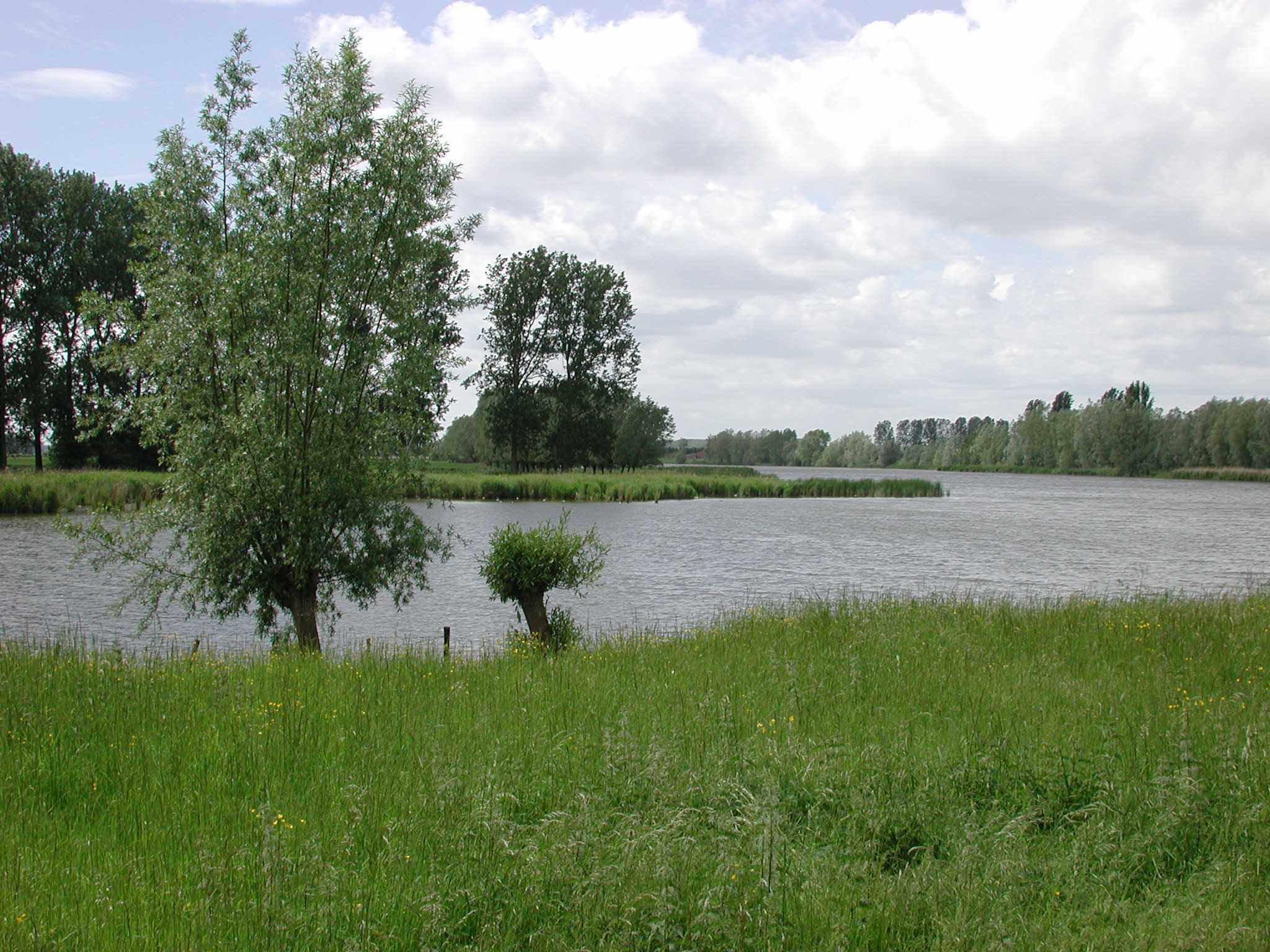
De Grote Geule te Kieldrecht.

De Grote Geule of Kieldrechtse Kreek is een waardevol erkend natuurgebied in de Belgische gemeente Beveren. Het is landschappelijk gunstig gelegen bij de dorpskom van Kieldrecht en het landelijke Meerdonk. Het wordt beheerd door Natuurpunt Waasland-Noord. Zij kochten het aan in mei 2003. Daarvoor was het in particulier bezit. Het werd op 6 maart 2006 erkend als natuurreservaat.

## Beschrijving
Het is een oude overstromingsgeul uit de 16e en 17e eeuw. Ze heeft een steile en zachte oever waar nog brakke invloeden op de plantengroei te zien zijn. Enkele veenpartijen maken het gebied heel bijzonder. Ook veel vogels, zoals de blauwborst en kleine karekiet, vinden er rust en broedgelegenheid. In de winter treft men er heel wat soorten eenden en ganzen aan. De veenlens, centraal in de Grote Geule, heeft een eigen typische plantengroei. Men vindt er onder meer veenmos, veenpluis en het in België zeldzame kamvaren. In de zomermaanden treft men er ook vleermuizen aan. Men vindt er in de zomermaanden onder meer de dwergvleermuis, de watervleermuis en een aantal andere soorten.
De Grote Geule en zijn typische bootshuisje zijn de meest gefotografeerde items in Kieldrecht. De Grote Geule maakt deel uit van het Saleghem Krekengebied. Natuurpunt en het CVN organiseren er regelmatig activiteiten zoals begeleide natuurwandelingen en vogelobservaties.
De Grote Geule mag niet verward worden met de Grote Geul die zich situeert tussen Boekhoute en Assenede.